# Palizzi
Palizzi község (comune) Calabria régiójában, Reggio Calabria megyében.

## Fekvése
A megye déli részén fekszik az Aspromonte déli oldalán. Határai: Bova, Bova Marina, Brancaleone és Staiti.

## Története
A 14. században alapították. A 19. században nyerte el önállóságát, amikor a Nápolyi Királyságban felszámolták a feudalizmust.

## Népessége
A népesség számának alakulása:

## Főbb látnivalói
- Sant’Anna-templom
- SS. Redentore-templom
- Santa Maria dell’Alica-templom
- Santa Maria del Carmine-templom
- Spirito Santo-templom